# Estadio Franz Horr
El Franz-Horr-Stadion, conocido como Generali-Arena por razones de patrocinio, es un estadio de fútbol de la ciudad de Viena, Austria. El estadio es utilizado por el FK Austria Viena desde 1973 y está situado en el distrito de Favoriten, al sur de la capital. Su aforo es de 17 656 espectadores, las medidas del terreno de juego son 105 por 68 metros y tiene césped natural.

## Historia
El estadio fue inaugurado el 30 de agosto de 1925 y en principio fue el campo del Slovan Viena, equipo representativo de la minoría checa en Viena. De hecho, su primer nombre fue České srdce («corazón checo») y tenía una capacidad de 10 850 espectadores. En la inauguración se jugó un partido contra el Hertha Viena, que terminó con victoria local por 1:0.
Al término de la Segunda Guerra Mundial, el estadio quedó parcialmente destruido y todas las gradas fueron reconstruidas. En 1973 el Austria Viena, que estaba buscando su propio estadio, asumió la localía de este campo para la Bundesliga. El primer partido oficial se jugó el 26 de agosto. Un año después se cambió el nombre en honor a Franz Horr, presidente de la Federación Vienesa de Fútbol e impulsor del traslado. Debido a su estado de deterioro, el club se vio obligado a marcharse de nuevo hasta que la primera reforma concluyera, reinaugurándolo el 22 de agosto de 1982. Desde entonces, se han hecho múltiples modificaciones para modernizar los accesos e instalar localidades de asiento. Las obras de la última parte concluyeron en 2008.
Desde mediados de 2016, el estadio fue renovado y reconstruido. La modernización del estadio costó 42 millones de euros, además se gastaron seis millones en cursos de formación y academia. La inauguración oficial tuvo lugar el 13 de julio de 2018 con un partido amistoso contra el Borussia Dortmund. El último partido en el antiguo estadio fue el 15 de mayo de 2016, en el que el Austria ganó al SK Sturm Graz por 3-0. En las temporadas 2016-17 y 2017-18, Austria Wien utilizó el estadio Ernst Happel para sus partidos como local.

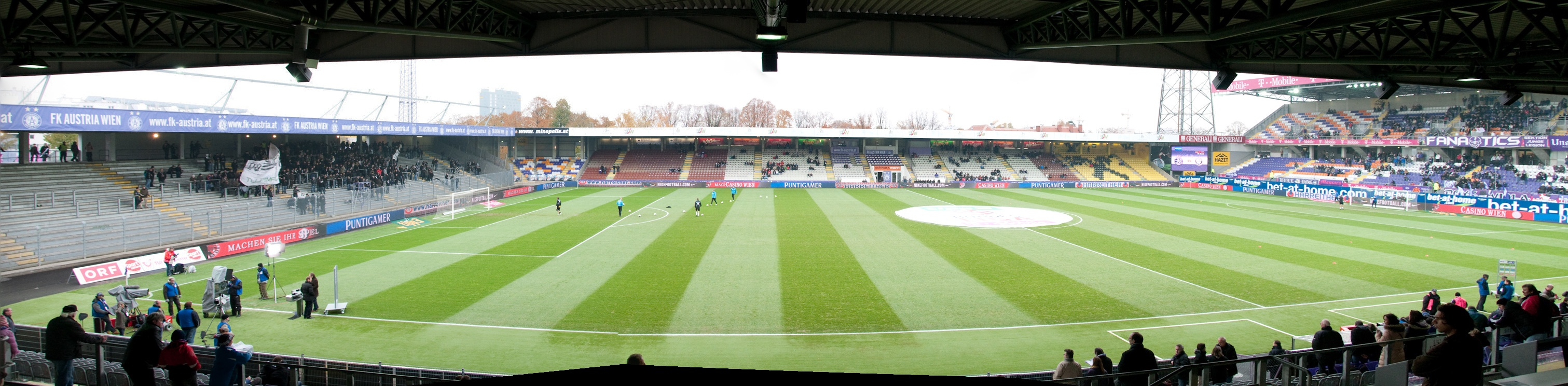
Imagen panorámica del estadio antes de su remodelación en 2018.